# Burg Leofels
Die Burg Leofels, auch Lewenfels genannt, ist eine stauferzeitliche Burg bei dem gleichnamigen Ort (im regionalen Dialekt: „Läâfls“ [ˈlɛə̯fl̩s]) auf dem Gebiet der Stadt Ilshofen im Landkreis Schwäbisch Hall in Baden-Württemberg, die seit 1976 auch Eigentümerin der Anlage ist. Der Name verweist auf lat. leo (deutsch Löwe); eine Erwähnung des frühen 14. Jahrhunderts nennt „Lewenfels“.

## Lage
Die Ruine der Spornburg liegt auf etwa 405 m ü. NN über dem Jagsttal auf einem Talsporn, im südwestlich vom Klingeneinschnitt des nur einen Kilometer langen Jagstzuflusses Leofelser Bach und östlich von einer kleinen alten südlichen Talbucht der Jagst begrenzt ist, und nimmt dessen nordwestliche Spitze ein. Auf dessen restlichem Teil liegen ansteigend nach Süden zur hügeligen, ackerbaulich genutzten Ilshofener Ebene die Häuser des Weilers Leofels. Nördlich im Tal jenseits der Jagst liegt der Weiler Hessenau in etwa 400 Meter Entfernung. Hessenau ist ein alter Mühlenweiler auf etwa 310 320 m ü. NN, der von Leofels aus mit einer Steigenstraße verbunden ist, die sich dann abwärts ins Jagsttal fortsetzt, während das Tal oberhalb davon unwegsam ist.

## Geschichte

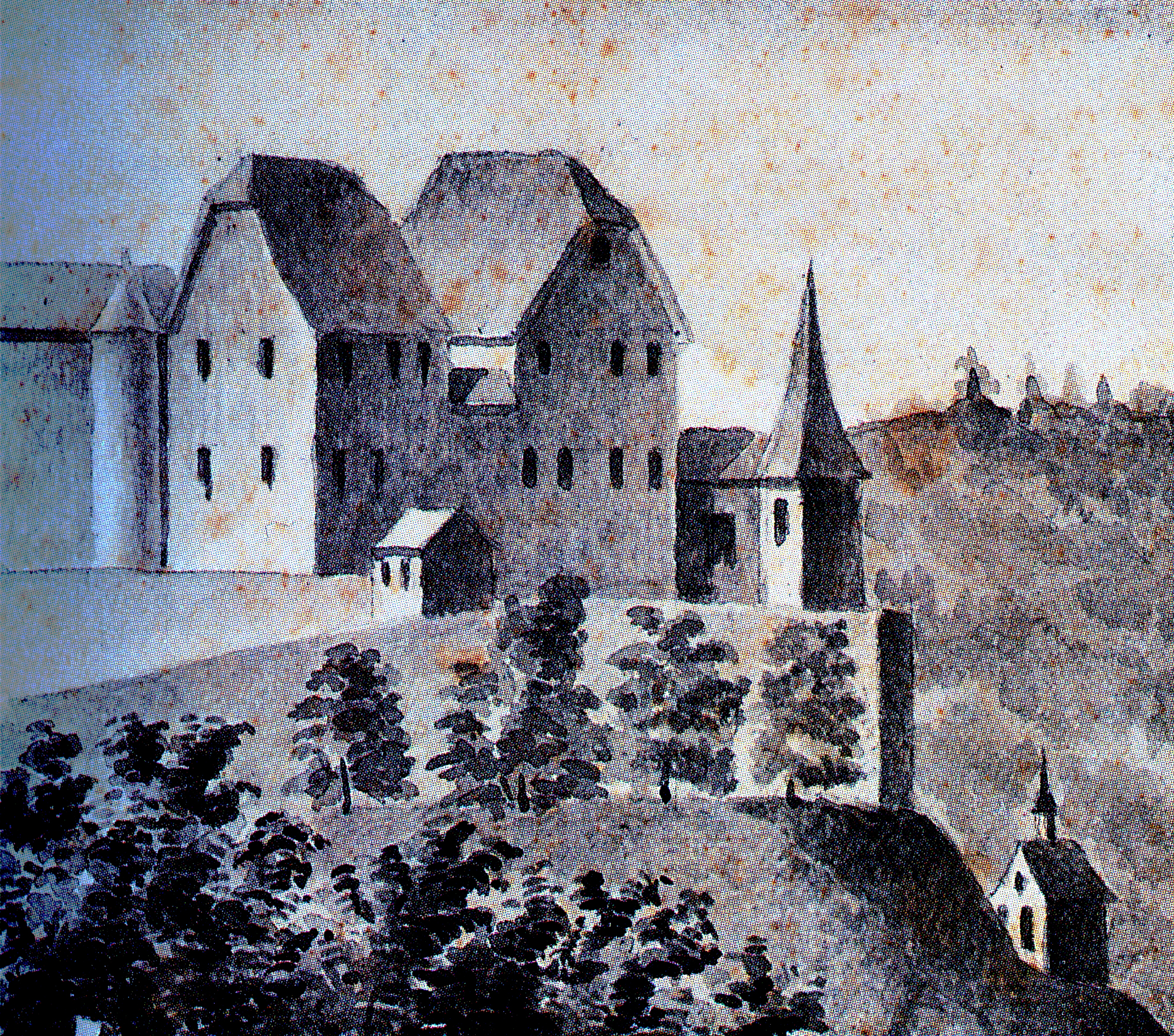
Burg Leofels vor dem Abbruch

Die Burg wurde zur Zeit Kaiser Friedrichs II. (um 1240–50) erbaut. Erstmals urkundliche Erwähnung findet die Burg 1208. 1333 verkaufte sie der Bischof von Würzburg an Ulrich III. von Württemberg. Ab 1399 bewohnte Haug von Vellberg die Burg und erwarb sie 1409 als württembergisches Lehen. 1468 ging sie ganz auf die Herren von Vellberg über. Nach dem Tod des Konz von Vellberg, der keine Erben hinterließ, ging sie 1592 wieder in württembergischen Besitz über und war vermutlich seit diesem Zeitpunkt nicht mehr bewohnt.
1707 schlug ein Blitz in die Burg ein. Im 19. Jahrhundert wurden noch verwertbare Teile wie zum Beispiel Dachziegel verkauft. Ohne das schützende Dach folgte nun der rasche Zerfall der Bauten. Der Bergfried war bereits im 18. Jahrhundert abgetragen worden.
Von 1979 bis 2000 fand in und um die Ruine beinahe jährlich das mehrtägige Folk-Festival Burgruine Leofels (später Festival Burgruine Leofels) statt. Veranstalter war der inzwischen aufgelöste Verein Festival Leofels e. V. Neben vielen anderen bekannten Künstlern traten dort Long John Baldry, Whippersnapper, Liederjan, Colin Wilkie, Das dritte Ohr, Albion Band, Paul Millns, Thomas Felder, Oisin, Linnenzworch, Praxis, Emma Myldenberger, Peter Kirtley und Lilienthal auf.
Die Burg wird im Sommer für Theateraufführungen und Konzerte genutzt.

## Beschreibung
Die Burganlage besitzt eine gut erhaltene Schildmauer mit Buckelquadern und wird in die Zeit um 1230 datiert. Man nimmt an, dass Leofels eine Reichsburg war.

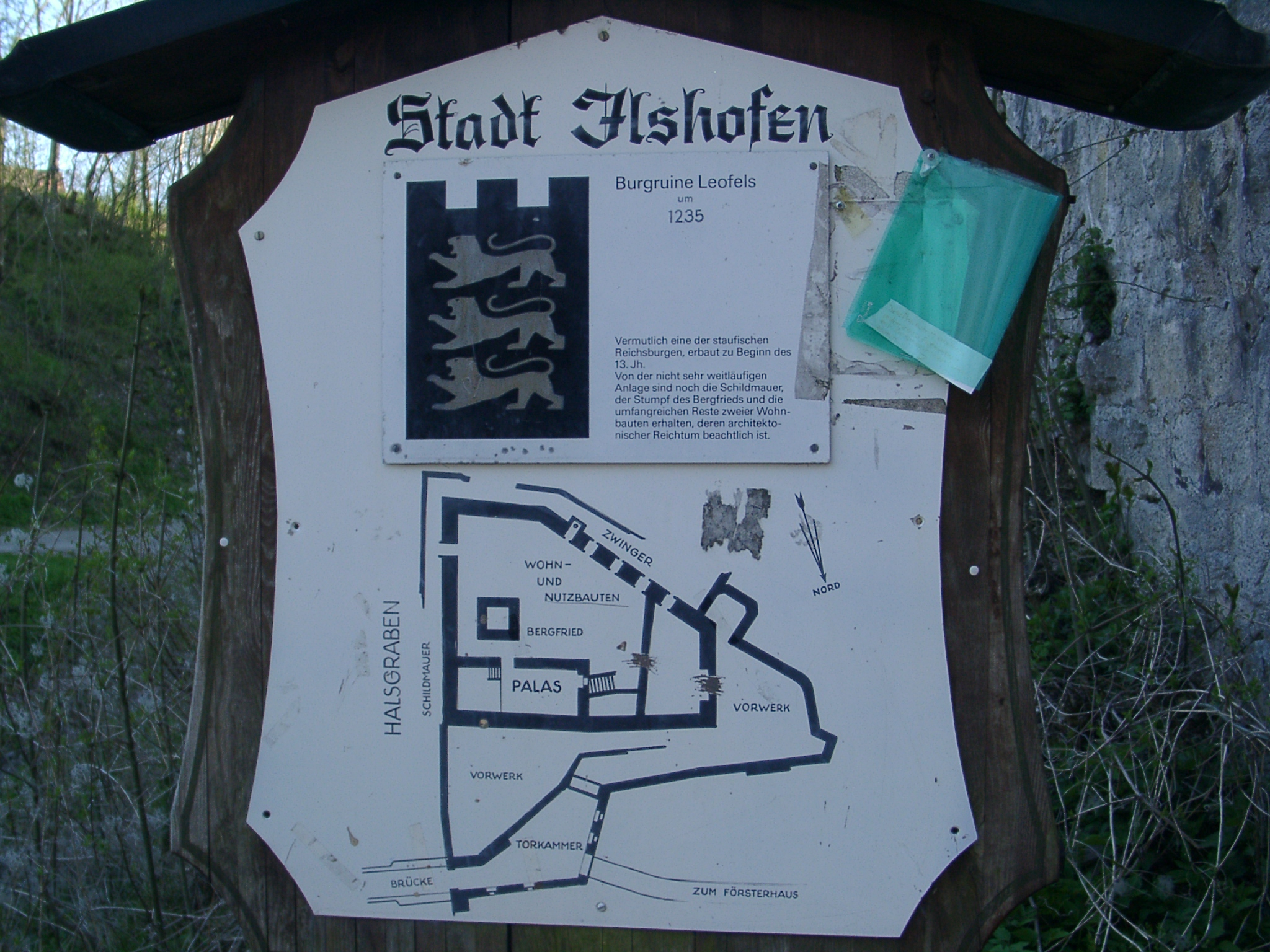
Informationstafel
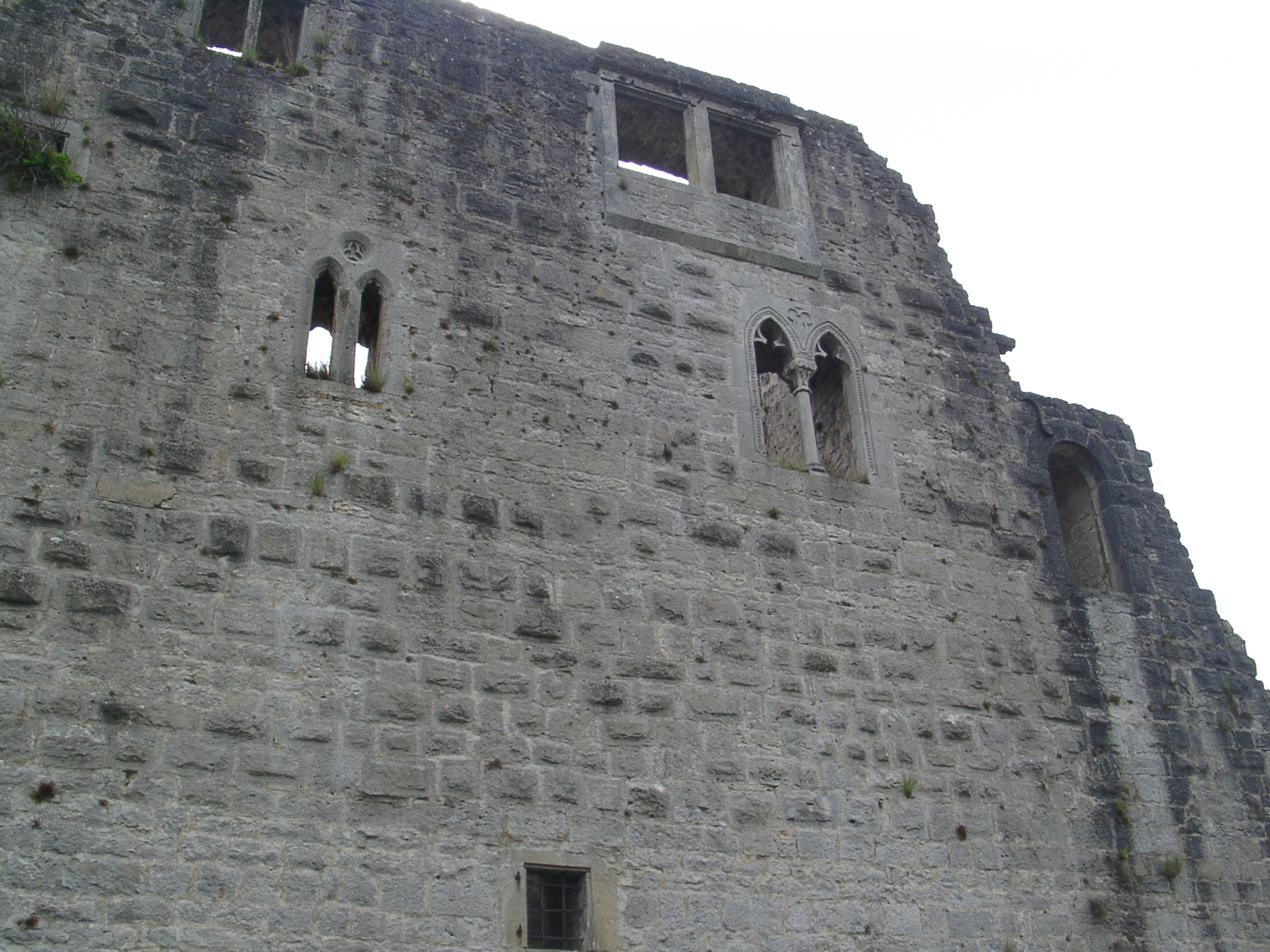
Fensterreihe
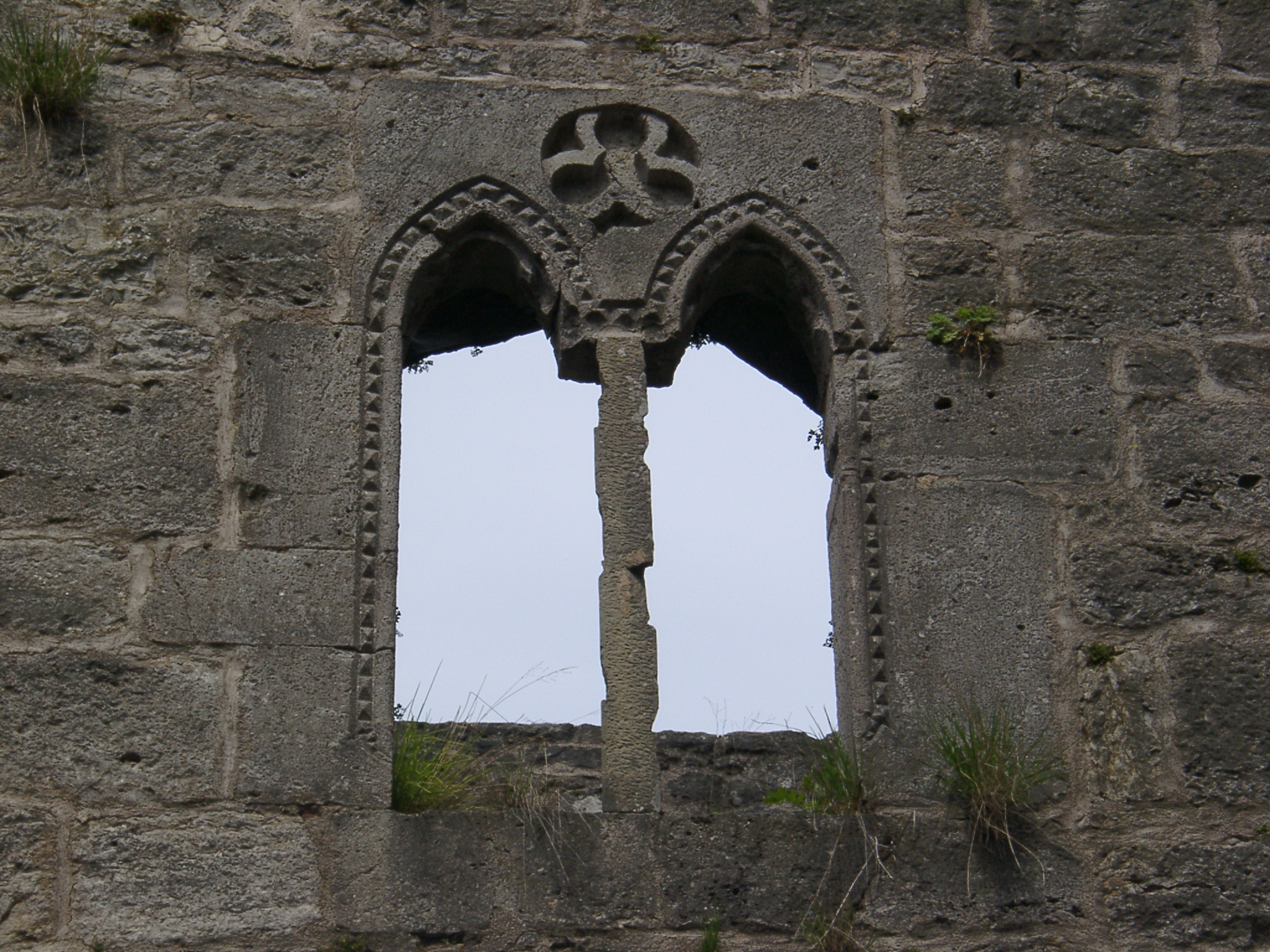
Einzelnes Fenster
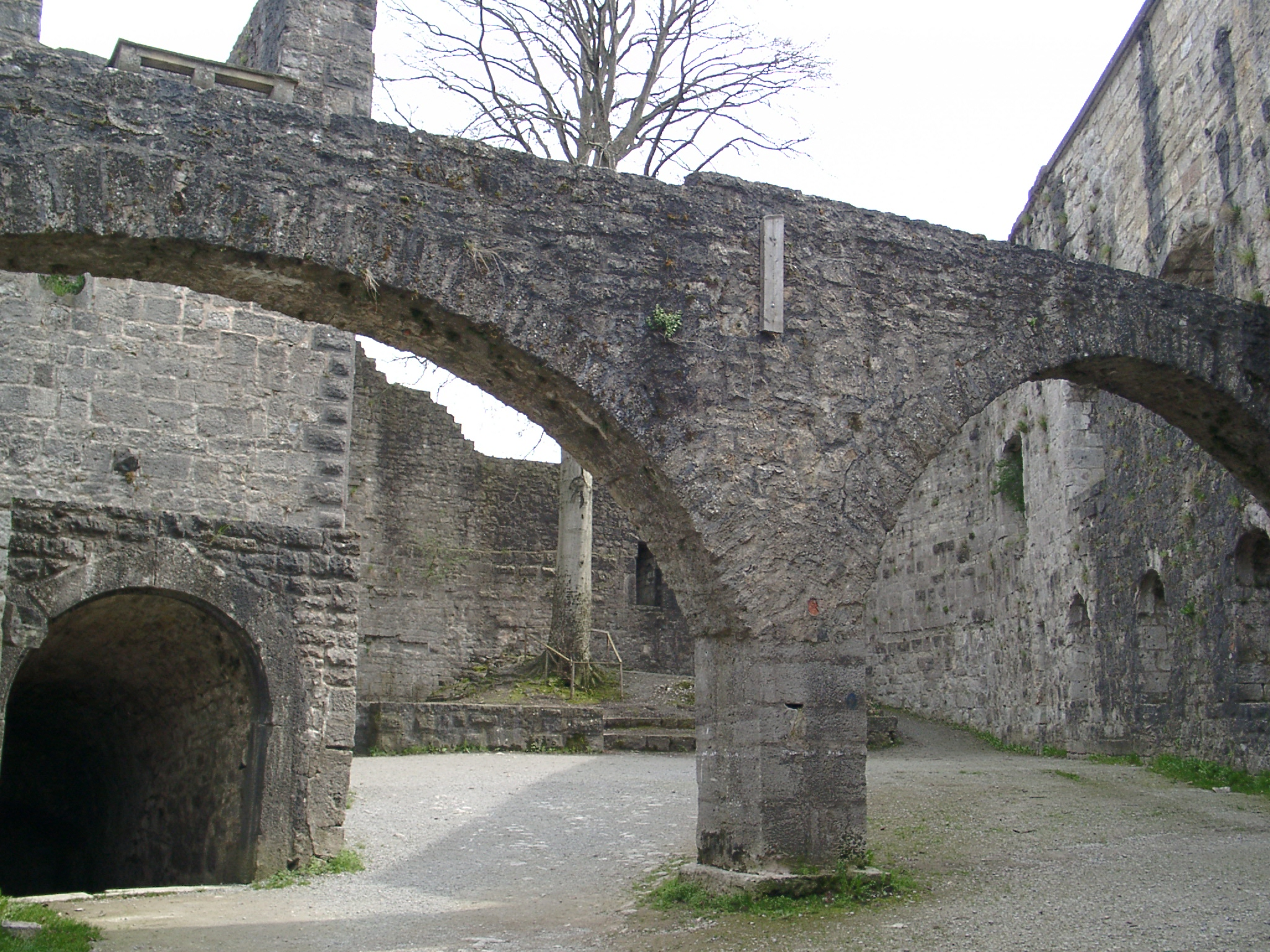
Innenansicht der Ruine
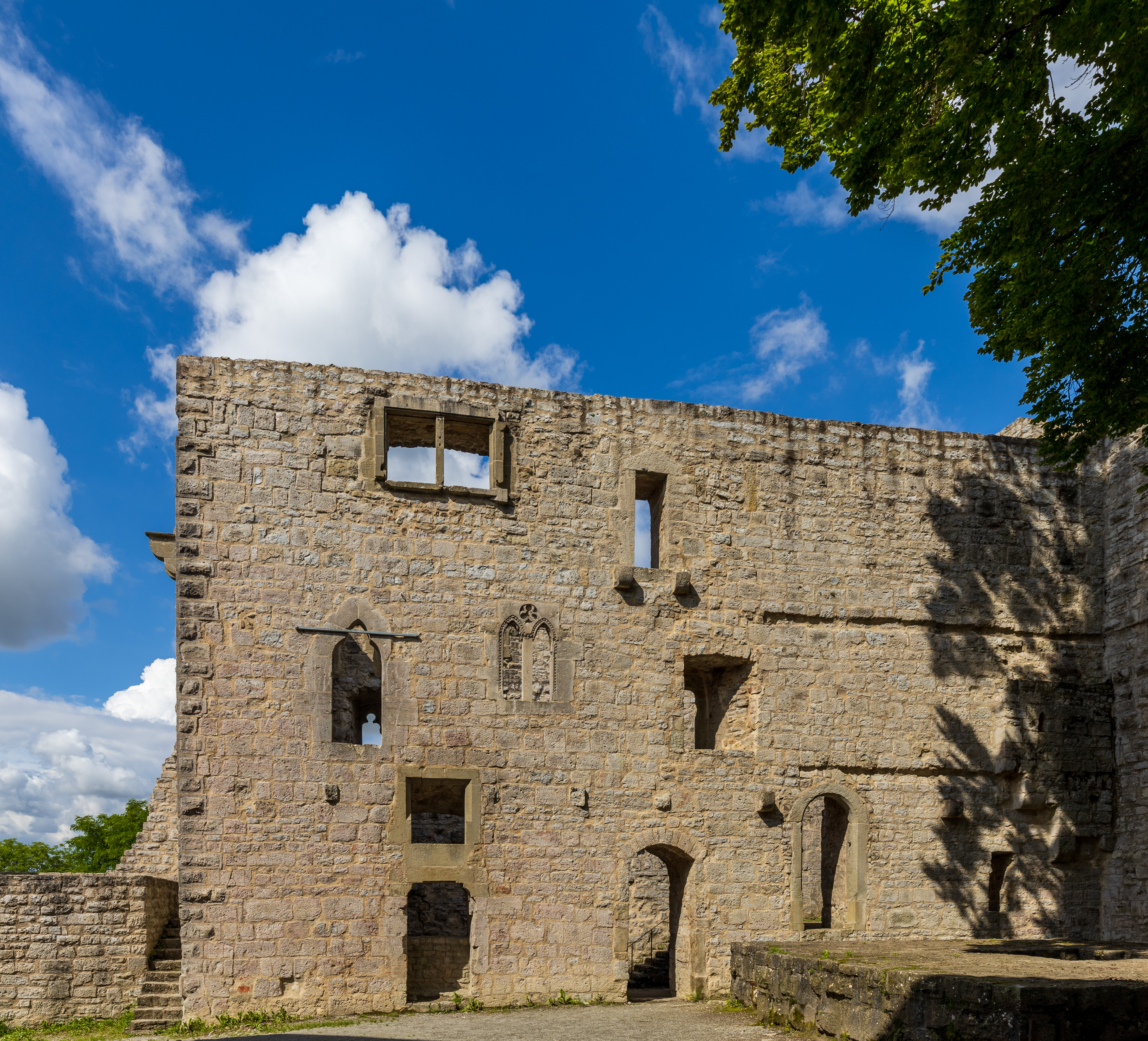
Blick auf die innere Mauer
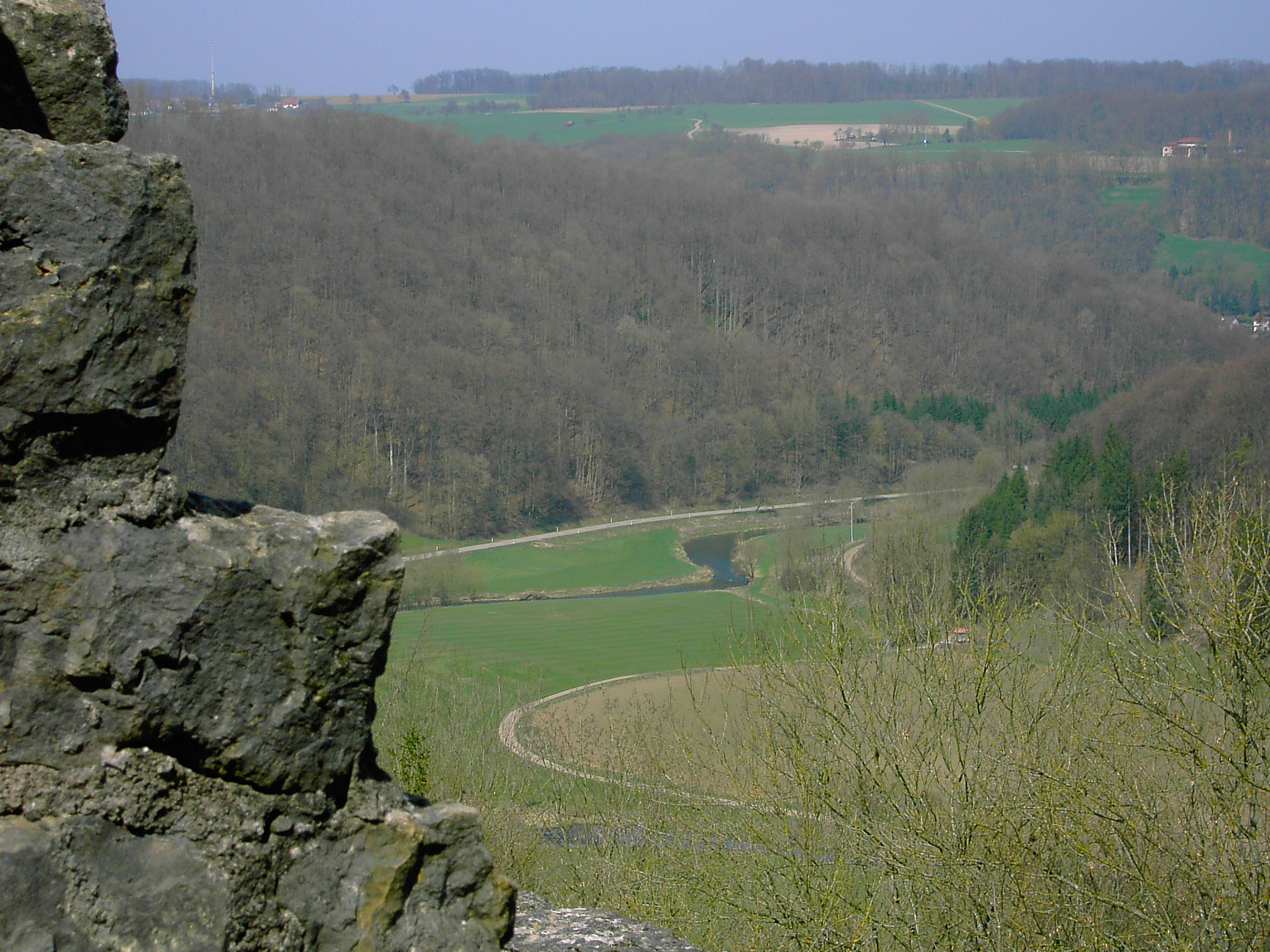
Blick über das Jagsttal
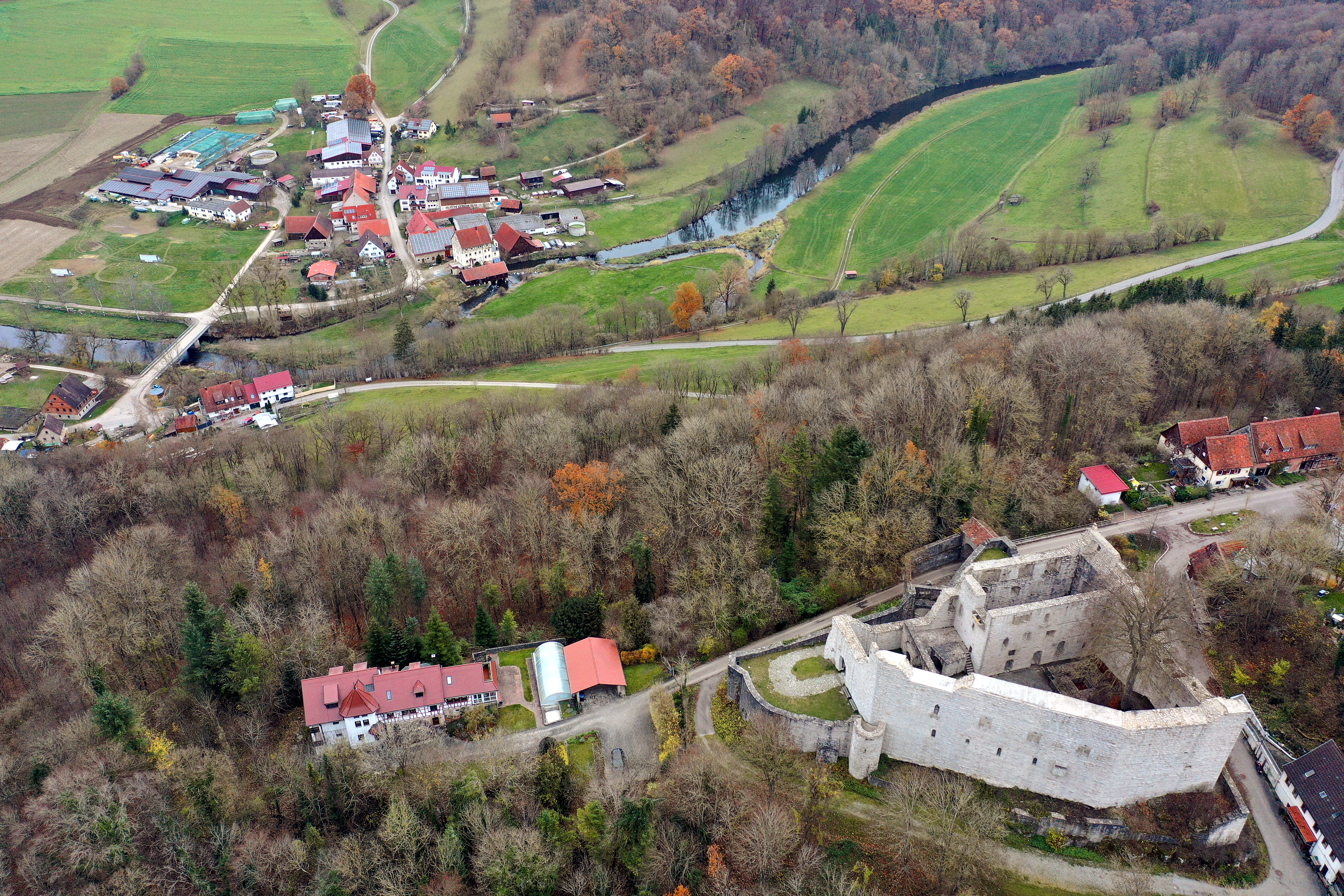
Blick talwärts nach etwa Nordnordosten über die Burg Leofels auf die Jagst und jenseits den Weiler Hessenau

## Sanierung
Von 2013 bis 2016 wurde die Burgruine komplett saniert, weswegen in diesen Jahren dort keine Burgschauspiele stattfanden. Ausweichquartier war die alte Nudelfabrik in Gerabronn. Für die Sanierungsmaßnahmen rechnet man mit Kosten von etwa einer Million Euro.